# Солоп, Владислав Игоревич
Владисла́в И́горевич Соло́п (укр. Владислав Ігорович Солоп; 7 октября 2000, Верхнеднепровск — 14 декабря 2024, Солнечное) — украинский военный лётчик, майор, участник российско-украинской войны. Герой Украины (2025, посмертно).

## Биография
Родился 7 октября 2000 года в городе Верхнеднепровск Днепропетровской области. В 2022 году окончил Харьковский национальный университет Воздушных Сил имени Ивана Кожедуба. После окончания учебного заведения служил пилотом штурмовика Су-25 в составе 299-й бригады тактической авиации. 
Погиб 14 декабря 2024 года во время выполнения боевого задания. Похоронен 18 декабря 2024 года в родном городе.

## Награды
- Звание «Герой Украины» с удостоением ордена «Золотая Звезда» (21 февраля 2025, посмертно) — за личное мужество и героизм, проявленные в защите государственного суверенитета и территориальной целостности Украины, верность военной присяге[1].